# Acropsilus maprik
Acropsilus maprik är en tvåvingeart som beskrevs av Daniel J. Bickel 1998. Acropsilus maprik ingår i släktet Acropsilus och familjen styltflugor. Inga underarter finns listade i Catalogue of Life.